# Ole Ole Jubilo
Ole Ole Jubilo（おれ・おれ・じゅびろ）は、静岡エフエム放送（K-mix）で毎週金曜21:00 - 21:15に放送されているジュビロ磐田に特化したラジオ番組である。

## 概要
Jリーグに加盟した1994年4月より番組が開始され、2013年度で20年目に達した長寿番組。
ラジオでは唯一、ジュビロ磐田のみを扱うプログラムである。
パーソナリティは当初より、地元・静岡県西部を中心に活動中のフリーアナウンサー新井真奈美が担当。
ジュビロの選手のインタビュー、特に注目される選手のロングインタビューを放送するほか、試合の回顧、ステージ終了後には各試合の選手談話をまとめた「Voice of ステージ戦」の企画を行う。
また、オフ期間中には、選手をK-mixのスタジオに招いてトークバトルが行われる。

## パーソナリティ
新井真奈美（1994年4月 - ）

## 放送時間
- 2012年3月26日まで
月曜 21:00 - 21:30（30分間）
- 2012年4月6日以降
金曜 21:00 - 21:15（15分間）

## 特別番組
- 2013年3月1日 21:00 - 21:30
「Jリーグ開幕直前 生放送スペシャル Ole Ole Jubilo VS ISSO! S-PULSE」
※ 「K-MIX Rainbow Fly-Day ～Jリーグ開幕直前Special～」のスピンオフ番組として、ISSO! S-PULSEとの合体放送。

## ポッドキャスト
放送終了後、ポッドキャスト配信。
過去
インターネット放送もあり、最新版は月曜日の21:30 - 次週月曜日の20:30までの間の毎時30分からのセミライブで、直近1か月分並びに過去の放送で再放送の要望があった番組についてはオンデマンドで聴くことが出来た。
静岡県に限り、パソコンやスマートフォンからオンタイムで聞くことが可能だった。